# Sibel Kızavul
Pour les articles homonymes, voir Sibel (homonymie).
Sibel Kızavul est une ancienne joueuse de volley-ball turque née le 10 janvier 1993. Elle mesure 1,88 m et jouait au poste de réceptionneuse-attaquante. 

## Clubs
| Club               | De        | À         |
| ------------------ | --------- | --------- |
| Eczacıbaşı Zentiva | 2007-2008 | 2009-2010 |
| Eczacıbaşı Vitra   | 2010-2011 | 2011-2012 |